# Коцуба Володимир Васильович
Володи́мир Васи́льович Коцу́ба (24 липня 1924 — 27 травня 2013) — музикант та музичний педагог, лауреат премії імені М. Аркаса, почесний громадянин м. Первомайська.

## Біографія
Народився 24 липня 1924 року в місті Первомайську Миколаївської області. Після закінчення школи навчався в Одеській спеціалізованій музичній школі імені професора П. С. Столярського.
У 1941 році закінчив Одеське музичне училище.
У 1948 році направлений до Первомайського педагогічного училища викладачем музичного факультету.
З 1956 року — викладач по класу скрипки Первомайської музичної школи № 1. Протягом 40 років очолював відділ струнно-смичкових інструментів. Заснував і керував першим в Україні ансамблем юних скрипалів, що неодноразово ставав лауреатом обласних і республіканських фестивалів-оглядів дитячої творчості.
За період роботи в музичній школі виховав понад 300 учнів, що нині виступають у Київській філармонії, симфонічному оркестрі Національного театру опери і балету ім. Т. Г. Шевченка, Держтелерадіо України, а також за кордоном. Його учні ставали лауреатами престижних міжнародних конкурсів в Іспанії, Чехії, Португалії.
Помер 27 травня 2013 року.

## Нагороди і почесні звання
За довголітню плідну працю нагороджений низкою медалей СРСР, знаком «Відмінник народної освіти України», почесною грамотою міністерства культури України.
У 2000 році за високу професійну майстерність удостоєний звання лауреата обласної премії імені М. Аркаса в номінації «Професійна майстерність».
За виховання цілої плеяди учнів, що працюють в багатьох культурно-освітніх закладах України та за кордоном, В. В. Коцубі присвоєне звання «Почесний громадянин міста Первомайська».